# Lijkbaar

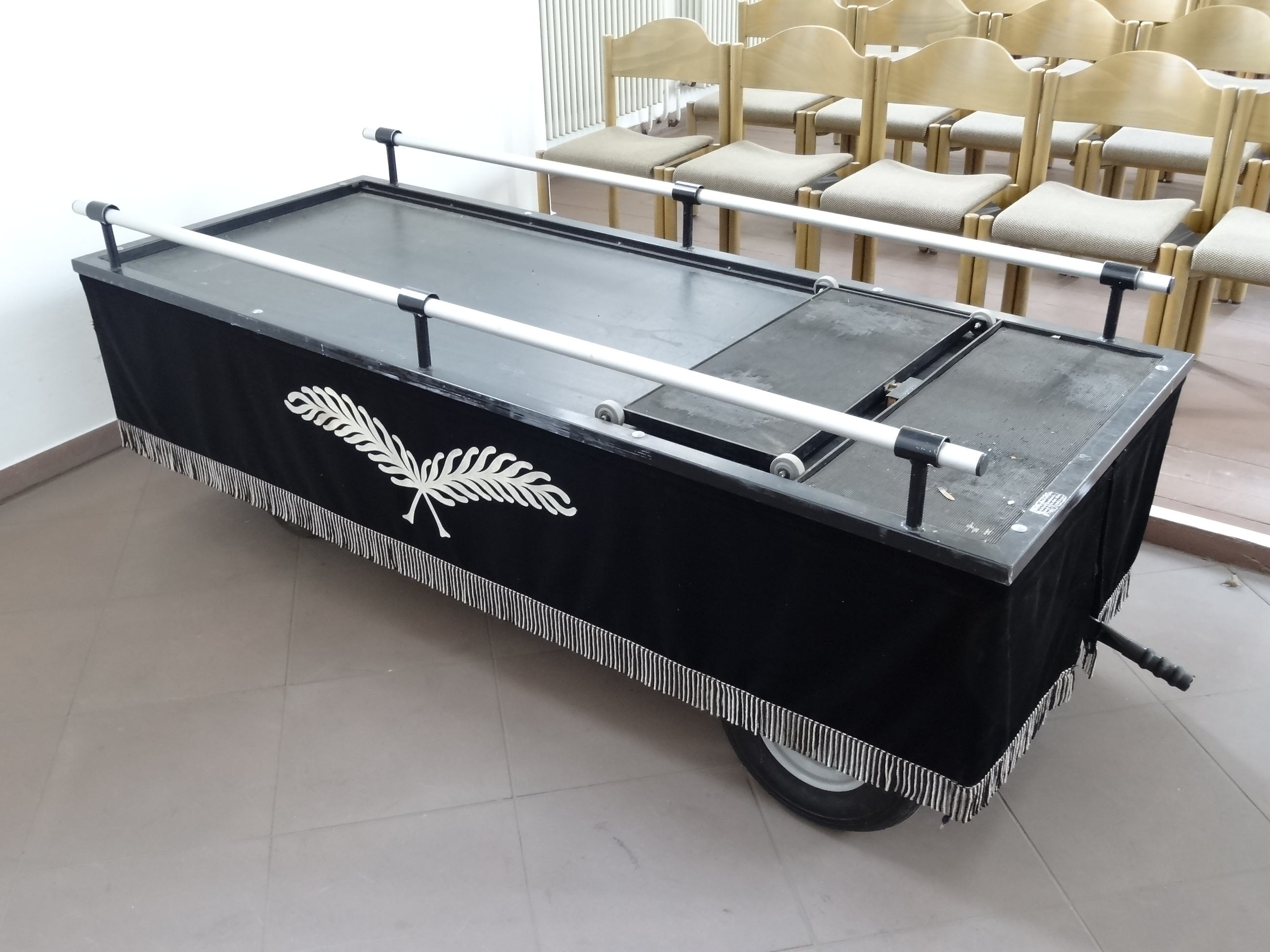
Een baarwagen in een Duitse begraafplaatskapel

Een lijkbaar of doodsbaar, meestal baar genoemd, is een draagtoestel voor het vervoeren van een doodskist bij korte afstanden bijvoorbeeld in een binnenruimte of voor op de begraafplaats.  Er is een onderscheid tussen een rijdende baar en een draagbaar. 
Het woord baar is afgeleid van het oudnederfrankische woord Bëra of bare, en had de functie van een brancard, om de doden te dragen. Met het veelal houten draagtoestel kan de doodskist op de schouders van kistdragers, of eventueel op heuphoogte gedragen worden. Hiermee kunnen dragers beter afstand van elkaar bewaren.
In het uitvaartjargon verstaat men onder een baar ook een wagentje, een zogenaamde rijdende baar, waarmee de doodskist door vier personen begeleid kan worden. Deze is uitgerust met vier wielen en eventueel een duwbeugel. Voor binnenruimtes en kleine afstanden heeft de uitvaartondernemer een uitklapbaar model van aluminium in bezit, waar een baarkleed overheen kan worden gelegd, en die ook smaller is dan een doodskist. Bij een kerkelijke uitvaart wordt deze rijdende baar meestal vooraan in het midden van het schip geplaatst met kaarsen eromheen, en blijft op zijn plaats gedurende de plechtigheid. De baarwagen, aanwezig op een grotere begraafplaats is breder van formaat en stabieler, en daardoor meer geschikt voor iets langere afstanden, en voor ongelijkmatig terrein (zie afbeelding). Nauw verwant aan de baarwagen is de loopkoets.

## Galerij

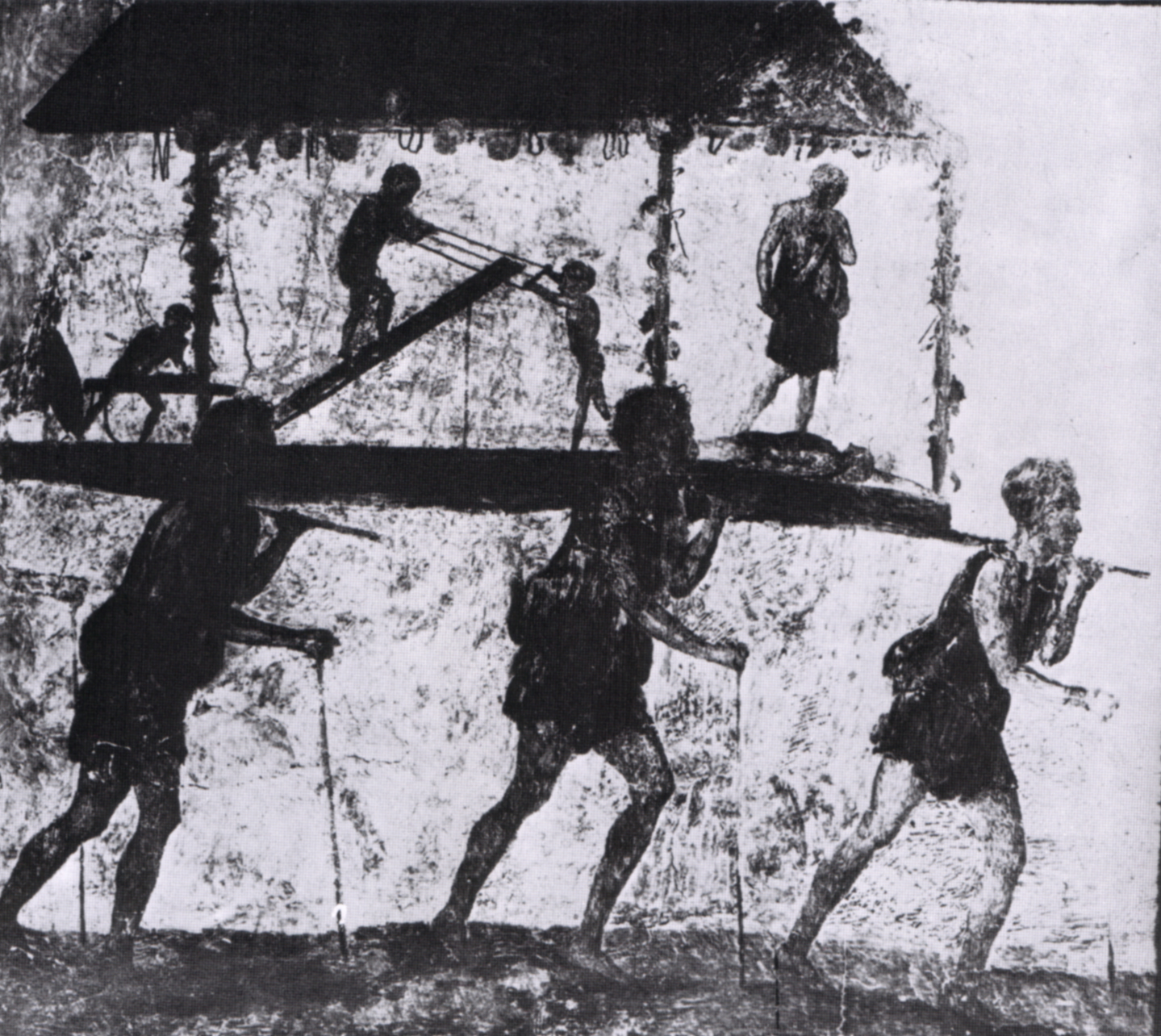
Fresco van een processie van timmerlieden, Bottega del Profumiere, Pompeii (1e eeuw na Christus).
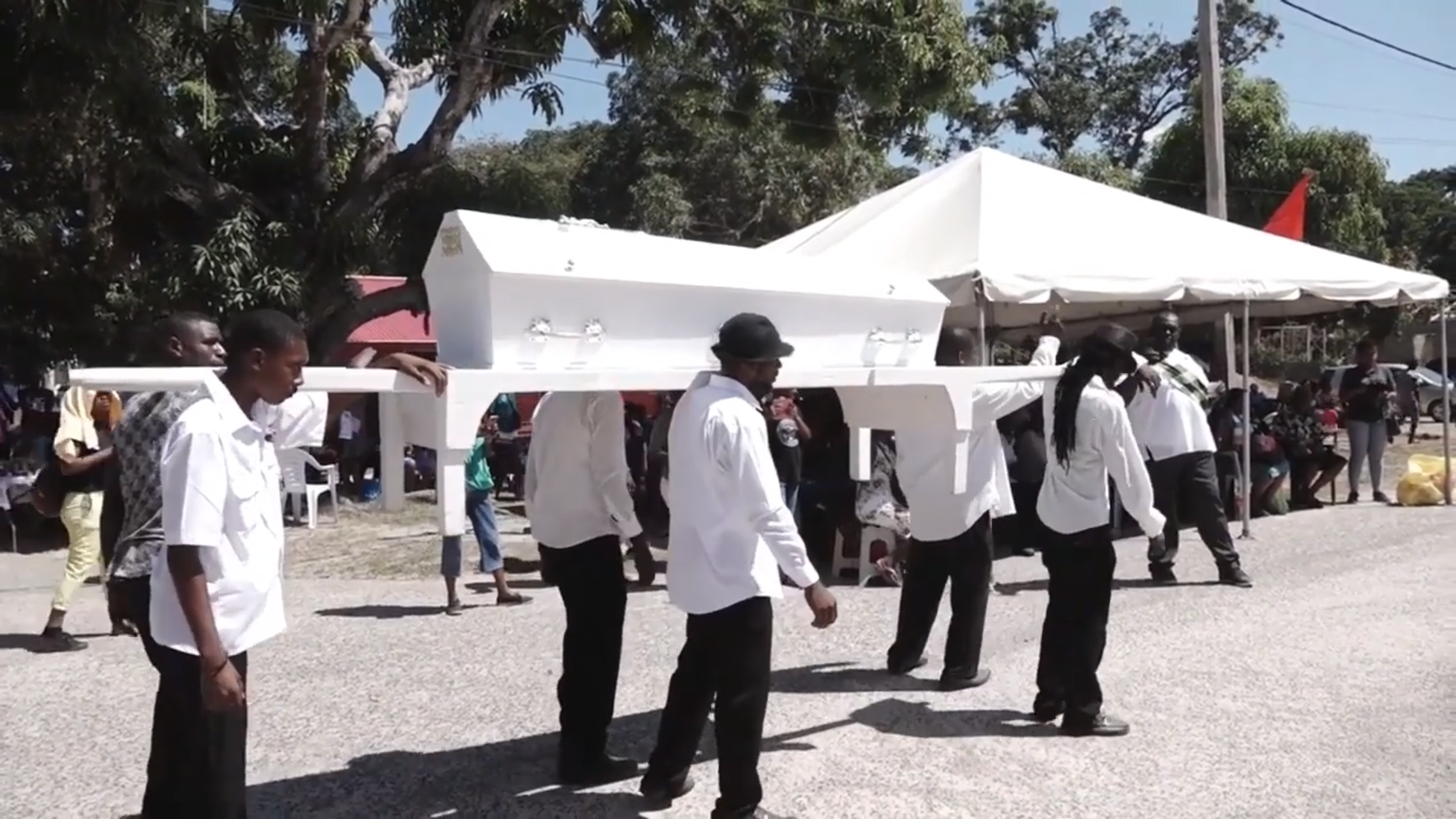
Een draagbaar gebruikt bij een Surinaamse uitvaart
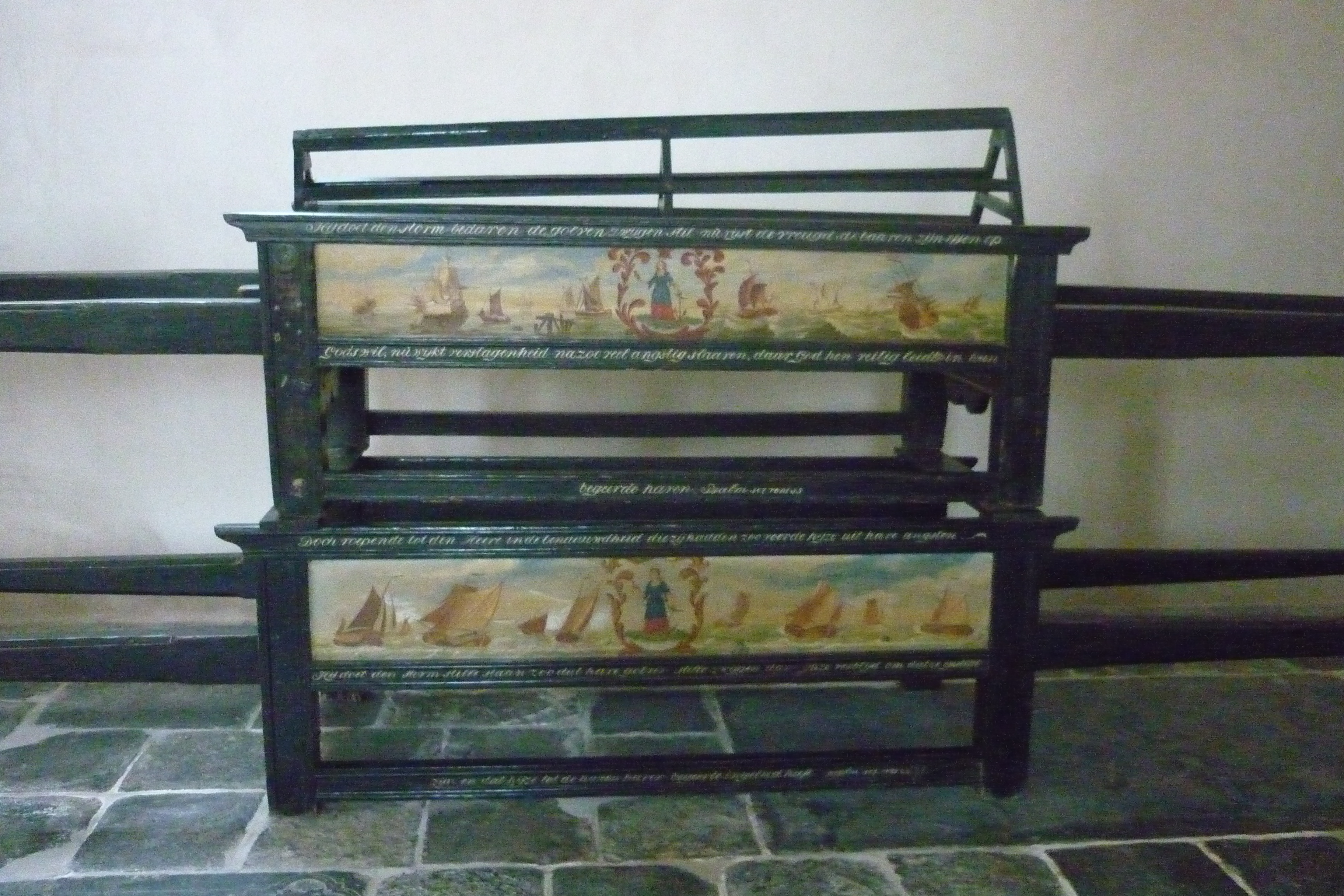
Twee gildebaren van het schippersgilde